# Salvirola
Salvirola (Salviróla in dialetto cremasco) è un comune italiano di 1 151 abitanti della provincia di Cremona, in Lombardia.

## Storia
Salvirola è detta la "Berlino della bassa" perché il paese, seppure molto piccolo, era fino a pochi anni fa diviso in due: faceva da confine la Roggia Madonna Gaiazza, antica divisione naturale tra lo Stato di Milano e la Repubblica di Venezia, fra le diocesi di Crema e di Cremona. Le parrocchie erano due, i cimiteri sono tuttora due, gli abitanti si definiscono fra loro "i cremaschi" e "i cremonesi" a seconda che abitino di qua o di là dal fosso di confine. Ora le due parrocchie sono state riunite in una sotto la diocesi di Crema.
Nel 1868 fu aggregato al comune di Salvirola il comune di Triburgo.

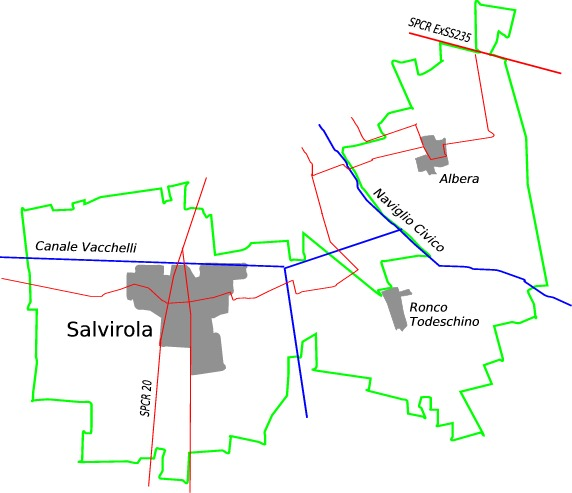
Mappa schematica del territorio di Salvirola

### Simboli
Lo stemma e il gonfalone sono stati concessi con decreto del presidente della Repubblica del 4 ottobre 2001. Lo stemma si presenta di rosso, alla banda ondata diminuita di azzurro, accompagnata in capo da un leone, seduto d'oro, lampassato di rosso, e in punta da tre stelle d'oro (6), ordinate 1, 2.

## Società

### Evoluzione demografica
Abitanti censiti

### Etnie e minoranze straniere
Al 31 dicembre 2020 i cittadini stranieri sono 53.

## Amministrazione
Elenco dei sindaci dal 1985 ad oggi.
| Periodo | Periodo   | Primo cittadino     | Partito              | Carica  | Note |
| ------- | --------- | ------------------- | -------------------- | ------- | ---- |
| 1985    | 1990      | Pier Angelo Vezzoli | Democrazia Cristiana | sindaco |      |
| 1990    | 1995      | Pier Angelo Vezzoli | Democrazia Cristiana | sindaco |      |
| 1995    | 1999      | Ernani Parmigiani   | centro               | sindaco |      |
| 1999    | 2004      | Ernani Parmigiani   | centro               | sindaco |      |
| 2004    | 2009      | Roberto Pini        | lista civica         | sindaco |      |
| 2009    | 2014      | Roberto Pini        | lista civica         | sindaco |      |
| 2014    | 2019      | Nicola Marani       | lista civica         | sindaco |      |
| 2019    | 2024      | Nicola Marani       | lista civica         | sindaco |      |
| 2024    | in carica | Nicola Marani       | lista civica         | sindaco |      |